# Nicole Good
Nicole Good (ur. 1 stycznia 1998 w Pfäfers) – szwajcarska narciarka alpejska, złota medalistka mistrzostw świata juniorów.

## Kariera
Po raz pierwszy na arenie międzynarodowej pojawiła się 26 listopada 2014 roku w Davos, gdzie w zawodach FIS zajęła 25. miejsce w supergigancie. W 2017 roku wzięła udział w mistrzostwach świata juniorów w Åre, zajmując między innymi szóste miejsce w slalomie i kombinacji. Największy sukces w tej kategorii wiekowej osiągnęła podczas mistrzostw świata juniorów w Val di Fassa w 2019 roku gdzie wywalczyła złoty medal w kombinacji.
W Pucharze Świata zadebiutowała 21 listopada 2020 roku w Levi, gdzie nie zakwalifikowała się do pierwszego przejazdu w slalomie. Pierwsze punkty zdobyła 9 stycznia 2022 roku w Kranjskiej Gorze, zajmując 23. miejsce w tej samej konkurencji.

## Osiągnięcia

### Mistrzostwa świata juniorów
| Miejsce | Dzień       | Rok  | Miejscowość  | Konkurencja     | Czas biegu | Strata | Zwyciężczyni       |
| ------- | ----------- | ---- | ------------ | --------------- | ---------- | ------ | ------------------ |
| 18.     | 9 marca     | 2017 | Åre          | Supergigant     | 1:15,10    | +3,36  | Nadine Fest        |
| 6.      | 10 marca    | 2017 | Åre          | Superkombinacja | 2:09,05    | +2,39  | Nadine Fest        |
| 6.      | 13 marca    | 2017 | Åre          | Slalom          | 1:42,81    | +1,22  | Camille Rast       |
| 11.     | 31 stycznia | 2018 | Davos        | Slalom          | 1:46,51    | +3,96  | Meta Hrovat        |
| 8.      | 4 lutego    | 2018 | Davos        | Supergigant     | 1:12,22    | +1,50  | Kajsa Vickhoff Lie |
| DNF1    | 5 lutego    | 2018 | Davos        | Superkombinacja | 2:03,41    | -      | Aline Danioth      |
| 12.     | 19 lutego   | 2019 | Val di Fassa | Gigant          | 1:54,99    | +2,60  | Alice Robinson     |
| 17.     | 20 lutego   | 2019 | Val di Fassa | Slalom          | 1:47,70    | +2,97  | Meta Hrovat        |
| 10.     | 24 lutego   | 2019 | Val di Fassa | Supergigant     | 1:14,54    | +1,00  | Hannah Sæthereng   |
| 1.      | 24 lutego   | 2019 | Val di Fassa | Kombinacja      | 2:03,77    | –      | –                  |
| 19.     | 27 lutego   | 2019 | Val di Fassa | Zjazd           | 1:23,91    | +2,32  | Juliana Suter      |

### Puchar Świata

#### Miejsca w klasyfikacji generalnej
- sezon 2020/2021: -
- sezon 2021/2022: 111.

#### Miejsca na podium w zawodach
Good nie stanęła na podium zawodów PŚ.